# Лицента
Лице́нта — пошлина, взимавшаяся с 1629 по 1784 году с купцов, экспортировавших и импортировавших товары через Ригу в период вхождения города в состав Шведской, а затем Российской империй.

## Экономика
Лицентой облагались все без исключения импортные и экспортные товары, проходившие через порт Риги, причём купцы были обязаны выплачивать лиценту лишь самой полновесной монетой. Эта пошлина составляла главный источник доходов шведской, а затем российской казны от рижской торговли. При этом самим городским властям не доставалось ничего от собиравшейся пошлины. Необходимость выплаты пошлины ложилась тяжёлым бременем на бизнес, а поскольку во многих других соседних портовых городах подобных пошлин не было, многие купцы старались переориентировать свои поставки на другие портовые города, в частности — на Кёнигсберг.

## История
Лицента была введена шведской администрацией в 1629 году с молчаливого согласия Густава II Адольфа и несмотря на протесты магистрата и рижских бюргеров. В 1630-х годах объём собираемой лиценты составлял в среднем 100 000—120 000 талеров в год. Сбор пошлины продолжился после вхождения Риги в состав Российской империи, достигнув 140 000 талеров к XVIII веку и превысив 400 000 талеров к 1780-м годам. Лицента была отменена императрицей Екатериной II в 1784 году рамках всеобщего реформирования административного устройства прибалтийских губерний и Риги.